# 929
929 (CMXXIX) fue un año común comenzado en jueves del calendario juliano, en vigor en aquella fecha.

## Acontecimientos
- 16 de enero - España: Abderramán III se proclama califa de Córdoba, sucesor del profeta y príncipe de los creyentes.

## Nacimientos
- Kishi Joō, poetisa japonesa.

## Fallecimientos
- 7 de junio: Elfrida de Wessex, condesa de Flandes.
- 7 de octubre: Carlos III de Francia.
- Sancho Ordóñez, rey de Galicia.